# Salangen (fjord)
Pour les articles homonymes, voir Salangen (homonymie).
Le fjord de Salangen (en norvégien) ou Siellakvuotna (en sami du Nord) est un fjord situé dans la municipalité de Salangen, dans le comté de Troms, en Norvège. Le fjord est long de 18 kilomètres. Il coule au nord-est de l’Astafjorden, puis tourne vers le sud-est jusqu’à ce qu’il atteigne le village de Sjøvegan à la tête du fjord. La partie la plus intérieure du fjord est également appelée Sagfjorden,.